# M36驅逐戰車
M36驅逐戰車正式名稱M36 90mm火炮載具（另名: Jackson），為一款美國軍隊于第二次世界大戰時期使用的驅逐戰車，沿襲了M10驅逐戰車的底盤，但換裝更大口徑的主炮足使它摧毀納粹德國的各式戰車，于1944年10月初次投入作戰，又有參與韓戰，及其他國家的軍隊中服役。

## 歷史

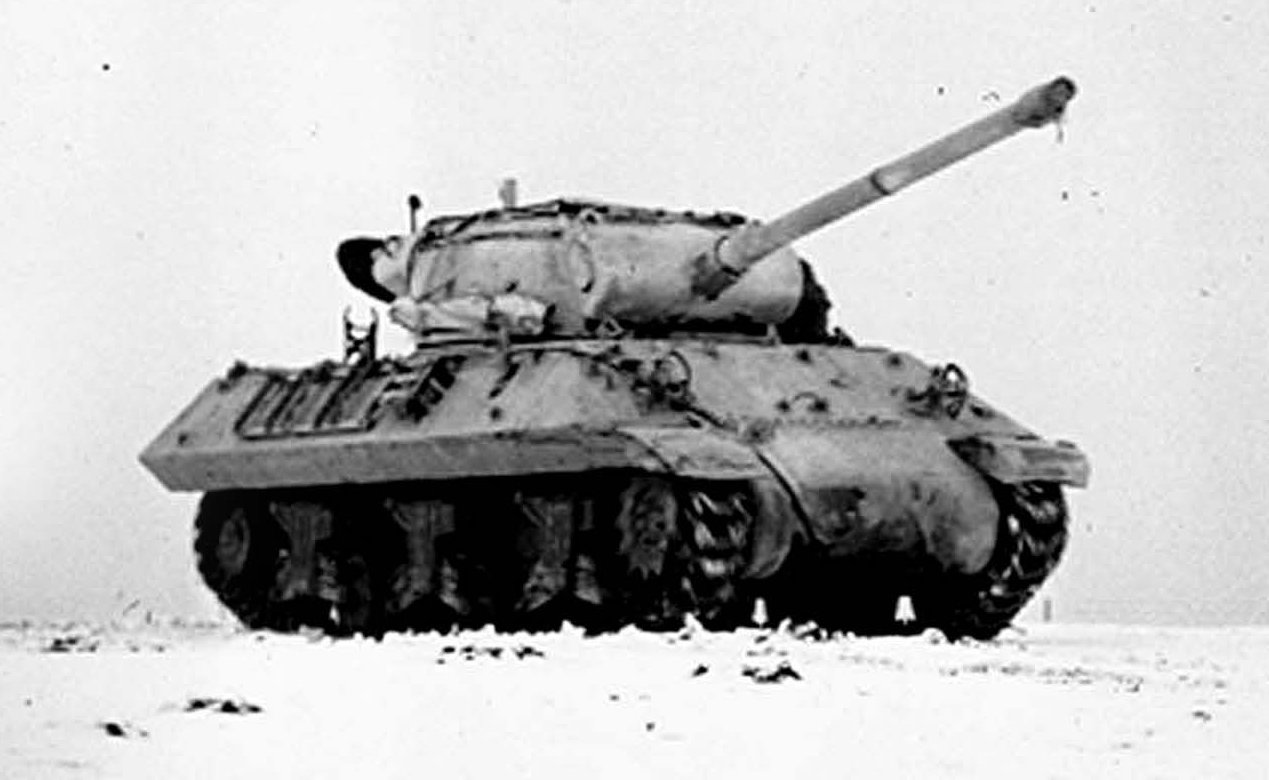
阿登戰役中的M36

在德軍的豹式戰車，虎式戰車等重型戰車出現後，美軍的標準驅逐戰車M10狼獾很快就被證明過時了，因為它的76mm主炮在500m以外很難擊穿這些新式戰車的裝甲。幸而，這些情況早已被預見。在1942年夏季，美軍的工程師就開始研製一款新型的安裝90公厘戰車炮的驅逐戰車。這比西線的盟軍與虎式戰車初次遭遇提前了幾個月（在西線，盟軍第一次與虎式戰車作戰是在1943年早期的突尼斯，而這次戰役直接導致了凱賽林隘口戰役的爆發），比美軍部隊與豹式戰車遭遇早了一年以上。這個研究計畫成品稱為T53 90公厘火炮載具，T53的設計是採用M4中戰車砲塔搭配開放式炮架，該設計在1942年8月完成。美軍曾計畫讓T53進入量產，並與廠商敲定了500輛的合約，最終量產總數為3,500輛，但驅逐戰車司令部指揮官反對這個決策，他們認為T53的設計未竟理想，T53因此未進入制式編號階段。驅逐戰車司令部的意見在後續測試時也一語成讖，T53的操作性能不甚良好，而改良後的T53E1性能則更糟，這讓美軍終止了T53的開發。
1942年10月，美國陸軍軍械局再度嘗試將T7型90公厘戰車炮裝設在M4中戰車底盤上，但是這個構想被驅逐戰車司令部指揮官安德魯·戴維斯·布魯斯所反對，因為他認為M18驅逐戰車才是理想的驅逐戰車構型，即便如此軍械局卻忽視了他的反應而繼續研發計畫。
1943年3月，第一輛M36驅逐戰車的原型車完成。它在一輛M10A1的底盤上安裝了一個新的炮塔，使得它可以安裝90mm火炮。對軍械局工程師來講，在M10的開敞式戰鬥室裝入90公厘炮不是難事，但90公厘戰車砲較75公厘戰車砲增加了132公斤，並不適合以75公厘戰車砲為基礎的M10驅逐戰車砲塔，包括戰鬥室組員動線過於狹窄，車輛重心配置也得重新評估。最終軍械局為了90公厘炮設計了一座新炮塔，砲塔實際開發廠商為雪佛蘭，同時也決定採用福特公司製造的M10A1驅逐戰車底盤，1943年9月2輛原型車完成，被命名為“T71火炮載具”，在此同時，因為裝設90公厘戰車砲的新型戰車已經進入測評，因此T71曾一度可能終止計畫，但美國陸軍在1943年10月仍將計畫被納入量產測評之內，開始進行實車測試。雖然驅逐戰車司令部仍抵制T71的研發，但軍械局的意見此時勝出，理由並非因為反裝甲作戰，而是因為90公厘砲對於摧毀德軍防禦工事有著優秀表現，並且也作為以備萬一的預案。
在完成測試后，美軍訂購了300輛，也由於當時已經有許多完成的M10A1驅逐戰車底盤，降低了量產成本。在投入量産後，1944年6月，被更名為“M36 90mm火炮載具”。美軍軍械局當時的建議是量產10個驅逐戰車營，並用於替換M10驅逐戰車。
和許多美軍的驅逐戰車一樣，它的炮塔爲了節省重量並提高觀察能力被設計成敞口的。在戰後，在炮塔上增加了一個可折叠的蓋子，來為成員提供一些防護。它炮塔後方的配重箱比M10要大，並在裡面安放了11發炮彈。

## 服役

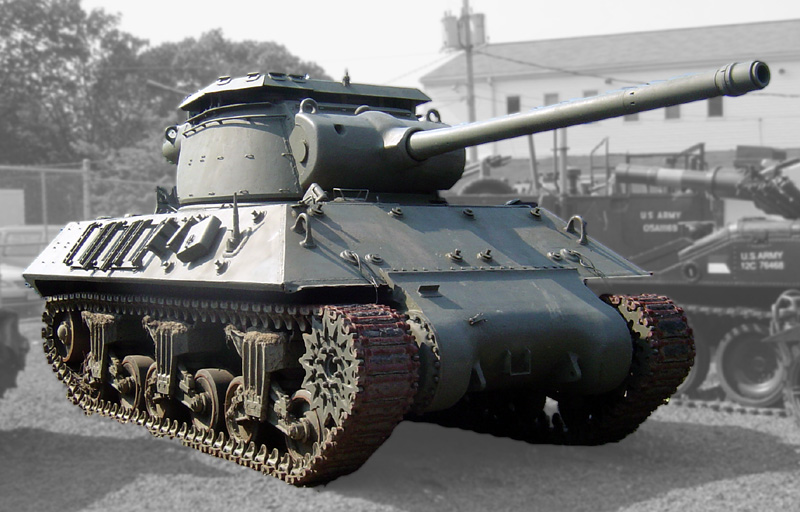

最初M36的訂單是1944年初簽訂的300輛，負責量產的廠商是通用汽車用於產製戰車的費雪分廠。費雪兵工廠在當時承攬的訂單是1943年11月下訂的M10A1驅逐戰車，預定於1944年1月交車，總數300輛。在1943年11月完成T71的工程設計圖時，該廠正量產著M10A1底盤，尚未進行砲塔製造，但因為M36的量產計畫即將啟動，這批訂單即轉用於攬量產M36的業務，在1944年4月至1944年7月間進行量產線的修改，而訂單也從300輛增加到500輛，隨後訂單又增加到600輛，不足的底盤則由現役的M10A1返廠改製升級。隨著1944年6月盟軍開闢歐洲西線陸地戰場後，開始與德軍動物軍團戰車交戰，M10驅逐戰車的火力無法有效對抗德軍戰車，這使得M36的需求快速增加，1944年7月訂單需求額度已大增到1,400輛。
M36訂單的增長衍生出新的問題：美軍沒有足夠的M10A1驅逐戰車底盤可供轉用，當時完成的1,413輛M10A1中，只有913輛留在美國本土訓練可供轉用，將既有底盤訂單與現役車輛移用仍無法滿足美軍需求。因此美軍將M4A3中戰車的底盤挪用給M36量產線配備，使用M4A3底盤的M36後定名為M36B1，自1944年10月至12月量產187輛。美軍在這期間仍持續從國內代工廠尋找到量產的M10A1底盤，包括梅希哈里斯公司在1944年6月至12月間量產的500輛新底盤、美國機車公司在1944年10月至12月間從現役車中抽調改裝了413輛，滿足了在1944年預定的1,400輛產能計畫。兩種底盤型號均在戰爭期間使用。最後一批使用M10A1底盤的M36是加拿大蒙特婁機車廠（美國機車公司的子公司）在1945年5月生產，總數有200輛。
至1945年時，M10A1驅逐戰車已經停產，美軍只能擴大將M10驅逐戰車也納入改裝計畫序列，這批由M10驅逐戰車底盤改造的型號稱為M36B2，由美國機車公司改裝。1945年5月美國機車公司與美軍簽訂672輛M36B2改裝合約，至5月底蒙特婁機車廠也加入增改製造52輛，這2,324輛構成所有M36驅逐戰車家族。

### 美国

#### 二戰
在1944年7月6日，歐洲戰區的美國陸軍司令部已向國內通知需求，希望獲得足額的M36全數汰換當時位於歐陸戰場的M10驅逐戰車營。第一批40輛M36在1944年9月出廠，但是它們留在國內作為教練車，在歐洲的美國陸軍第十二軍團則要求麾下42個驅逐戰車營中至少有20個營需要改裝M36；第二批次的M36開始配備給美國陸軍第一軍團與美國陸軍第九軍團所屬裝甲師麾下之驅逐戰車營。1944年9月，由第703驅逐戰車營換裝M36；美國陸軍第三軍團則在1944年9月25日換裝，換裝單位是第610驅逐戰車營。首批換裝單位多半在義大利戰場交火，實際得到1944年11月，這種戰車才被投入西歐戰場，至1944年底已經有7個驅逐戰車營完成換裝，1945年1月時，歐洲戰場的美軍驅逐戰車營已完成17個營換裝（西歐6個、第12軍團5個、第6軍團6個），到二戰結束前大部分使用M10驅逐戰車的單位都已完成換裝。
M36配備後其性能獲得前線官兵的一致擁戴，90公厘炮可以有效地在遠距離擊殺各種德軍戰車，在歐洲戰場的第814驅逐戰車營操作的M36曾有在4,600碼（4.2公里，M36配備的M76D直射瞄準鏡最遠可測量距離）擊毀豹式戰車的紀錄，雖然大部分擊殺是在是在800碼距離內，超過了800碼，仍然很難擊穿。）在1945年對德國的戰爭中，M36發揮了重要作用
不過，這款驅逐戰車承襲了M10的設計，因此有一些弱點。如裝甲薄弱，缺少同軸機槍，開放式炮塔常常導致乘員受到彈片的傷害。

#### 韓戰
二戰後的美軍即刻實施大裁軍，M36並沒有轉售給美國盟邦，而多半採取退役封存，同時美軍裝甲部隊有著同樣配備90公厘炮但有更厚重裝甲的M26潘興戰車，因此，M36就顯得落伍了。但是在韓戰初期由於M26機動性能不夠好且數量不夠多，有著同等火力但機動力較有優勢的M36再度啟用，它的主炮仍舊能夠擊毀戰場上的所有蘇製戰車；韓戰中操作的M36與當時不少的戰車一樣進行改良，而M36的主要改良項目是在副駕駛的位置上安裝了一門配有球型防盾的自衛機槍。美軍除了自己配備的M36外，也提供給大韓民國陸軍裝甲兵M36強化韓軍裝甲戰力。

## 出口

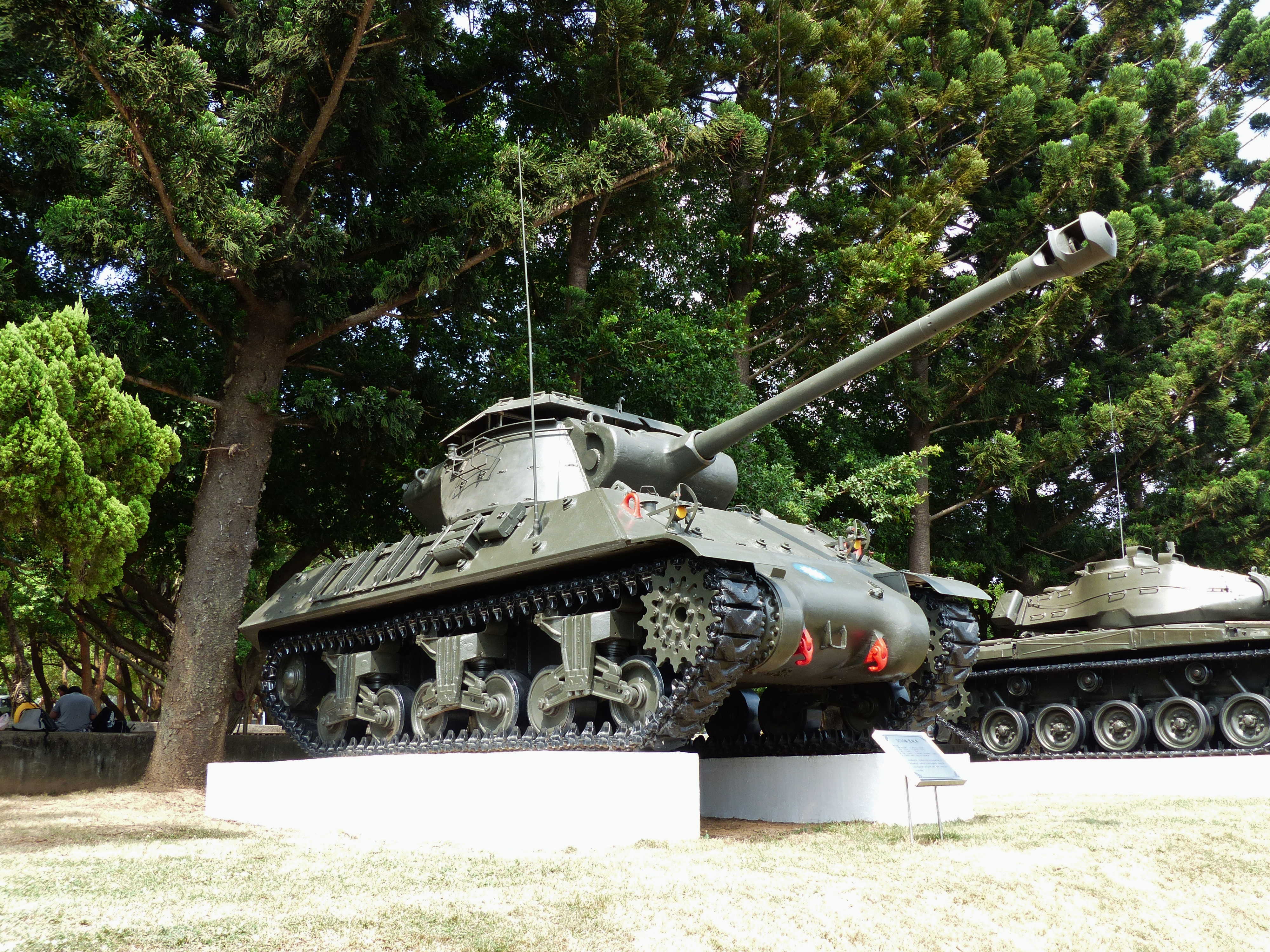
成功嶺公園展示的國軍M36

M36在1950年代開始以剩餘軍品的角色出口到多個國家。韓戰時，因為M26與M46的總數不足，M36作為軍援物資開始輸出到東亞國家
 南斯拉夫
南斯拉夫把引擎替換為了T-55上的500匹柴油機。這批戰車甚至還參加了科索沃戰爭。但是，在戰爭後就立刻被淘汰。
 日本
為了進行國產戰車研發，日本在1950年代曾經購得2輛M36進行技術評估，在任務結束後即除籍，未撥交部隊服役。目前其中1輛M36在陸上自衛隊武器學校展示。
大韓民國在韓戰前並未得到美軍軍援戰車，直到韓戰時為了抗衡共產國家軍隊，美國軍援了110輛M36給韓國陸軍，這批戰車在1959年退役，由性能更好的M48巴頓替換。
 中華民國
1955年中華民國陸軍取得8輛原軍援給法國的M36驅逐戰車，駐紮在金門，由金門防衛司令部炮兵指揮部獨立裝甲炮兵第三連所轄，它有著比當時軍援的主力裝備M24霞飛坦克與M18驅逐戰車更卓越的火力，配備直射也可曲射的90公厘主炮在國軍中主要作為自走炮使用，最遠射程可達20餘公里。
八二三炮戰時有6輛M36參戰，在引擎無法修繕後，這批M36拖入水泥碉堡內作為要塞炮使用，至2001年4月，至少有兩輛仍然在烈嶼鄉列為服役裝備，後來在精進案實施後全數除役。約在2010年前後，大金門的M36被拖出炮堡收整，部分運回台灣翻修後展示；目前已知保存的M36有1輛在成功嶺，1輛在新竹湖口陸軍裝甲兵學校戰車公園，1輛在金門國家公園戰役景觀步道，1輛在左營中華民國海軍陸戰隊學校，1輛在新竹縣新豐鄉小叮噹科學主題樂園，烈嶼所留存的仍在原地，保存狀況不明。

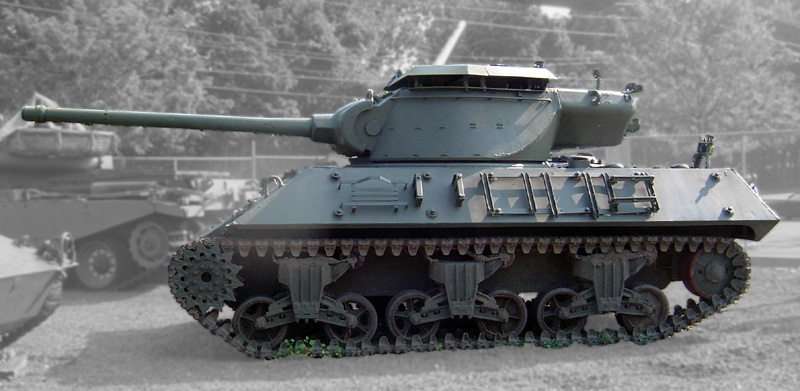
M36驅逐戰車

 塞爾維亞
M36還曾被塞爾維亞使用，并參加了波黑戰爭。
 土耳其
美國軍援了222輛，

## 流行文化

### 電子遊戲
- 《戰爭雷霆》
- 《應徵入伍》

## 腳註/來源
1. 1 2 3  Steven Zaloga. . : pp.15. ISBN 9781472800015.
2. 1 2 3  Michael Green, Gladys Green. . : pp.1. ISBN 9781610607742.
3. 1 2 3 4  Steven Zaloga. . : pp.1. ISBN 9781782002376.
4. ↑  [http://a2928796.pixnet.net/blog/post/289486502-%E9%87%91%E9%96%80%E7%9A%84m36 （页面存档备份，存于） 金門的M36>